# Vlag van Waaxens (Noardeast-Fryslân)

Vlag van Waaxens

De vlag van Waaxens is de dorpsvlag van het Nederlandse dorp Waaxens, in de Friese gemeente Noardeast-Fryslân. De vlag werd in 1988 geregistreerd.
De dorpsvlaggen van 28 dorpen in Dongeradeel werden op 28 januari 1988 goedgekeurd door de gemeenteraad van de vroegere gemeente Dongeradeel.

## Beschrijving
De beschrijving van de vlag is als volgt:
Een rode broeking met in de hoek een witte lelie; een gele vlucht; over alles heen een blauwe broekschuinbaan van een derde vlaghoogte
De kleuren zijn afkomstig van het dorpswapen.

## Symboliek

Rode broeking: verwijst naar het rood van de stinspoort op het wapen van het dorp.
- Fleur de lis: ontleend aan het wapen van de familie Siuxma.[4]
- Blauwe schuinbaan: verwijst naar de golvende schuinbalk van het wapen van Westdongeradeel, de gemeente waar het dorp eertijds tot behoorde. Tevens staat het voor de Dokkumerwei die het dorp doorkruist.[4]